# A test (film, 2001)
Az A test (eredeti címe: The Body) 2001-ben bemutatott thriller-dráma amerikai, izraeli és német kooprodukcióban, amelyet Jonas McCord írt és rendezett. A főbb szerepekben Antonio Banderas, Olivia Williams és John Shrapnel. 2001. április 17-től vetítették limitáltan az Egyesült Államokban. Magyarországon videokazettán jelent meg 2001. május 17-én, majd 2006. július 20-án a tévében is bemutatták.

## Cselekmény
Hamid palesztin kereskedő ingatlanának építési munkálatai során Jeruzsálemben egy első századi gazdag ember sírjára bukkannak. Amikor Sharon Golban régész a csontokon keresztre feszítés nyomait találja, úgy gondolja, hogy Jézust találta meg. Ez a hír nyugtalanságot kelt, és felszítja a palesztin és izraeli konfliktust. A Vatikán pedig a keresztény hit megingásától tart, ha kiderül, hogy Jézus nem támadt fel.
Pesci bíboros Matt Gutierrez atyát bízza meg az ügy kivizsgálásával. Gutierrez katonaként a hírszerzésnek dolgozott, mielőtt az egyházhoz csatlakozott. Golban régésszel együtt bizonyítékokat keres a holttest kilétére, és a nyomok alapján dilemmába kerül, hogy a vallásnak vagy a tudománynak higgyen. 
A nyomozást többször is megnehezítik a palesztinok támadásai, akik meg akarják akadályozni, hogy Izrael a saját oldalára állítsa a katolikus egyházat. A helyzet akkor csúcsosodik ki, amikor egy törvényszéki patológus a holttest boncolása során egyértelmű bizonyítékokat talál Jézus Krisztusra. Elemzése szerint egy 30 év körüli férfiról van szó, aki ácsként dolgozott, és akit keresztre feszítettek. A laboratórium megerősíti az egyező halálozási évet. Gutierrez kételkedik a hitében, és felelősnek érzi magát kollégája, Lavelle atya öngyilkosságáért. A palesztinok elrabolják Golban gyermekeit, és arra kényszerítik őket, hogy adják át a csontokat. Egy lövöldözés során a csontvázat egy kézigránát megsemmisíti, és Golban és Gutierrez megsérül.
Amikor Gutierrez visszatér a Vatikánba, kifakad Pesci bíborosra, hogy őt csak arra használták, hogy eltitkolják a holttest kilétét. Gutierrez ezért otthagyja papi állását, és személyes hitének szenteli magát. Végül azonban kiderül, hogy a holttest valójában nem Jézus Krisztusé, hanem az egyik követőjéé, aki hasonló módon halt meg.

## Szereplők
| Szerep               | Színész          | Magyar hangja     |
| -------------------- | ---------------- | ----------------- |
| Matt Gutierrez atya  | Antonio Banderas | Galambos Péter    |
| Dr. Sharon Golban    | Olivia Williams  | Györgyi Anna      |
| Moshe Cohen          | John Shrapnel    | Varga T. József   |
| Lavelle atya         | Derek Jacobi     | Makay Sándor      |
| Walter Winstead atya | Jason Flemyng    | Holl Nándor       |
| anya                 | Lillian Lux      | n.a               |
| Pesci bíboros        | John Wood        | Dobránszky Zoltán |
| Nasir Hamid          | Makram Khoury    | Kiss Gábor        |
| Monszinyor           | Vernon Dobtcheff | n.a               |
| Dr. Sproul           | Ian McNeice      | Faragó András     |

## Fogadtatás

### Kritikai visszhang
A filmet főként negatív kritikák érték. A Rotten Tomatoeson 13%-os minősítést ért el 15 minősítés alapján. A MetaCritic 21 pontot adott a 100-ból 11 vélemény alapján. Maitland McDonagh a TV Guide Magazine-tól azt írta: „Elég érdekesen indul, mielőtt rutinszerű akciójelenetek sorozatává fajulna.” Bruce Fetts az Entertainment Weeklytől azt írta: „Ezt a filmes hullát el kellett volna temetni.” Lou Lumenick a New York Posttól azt írta: „Antonio Banderas akaratlanul is mulatságos Matt Gutierrez atyaként, egyfajta jezsuita James Bondként.” Scott Foundas a Varietytől azt írta: „Megmutatta igazi arcát, hiszen nem annyira komoly vallási témájú film, mint inkább egy külföldi intrikákból és rosszul kiválasztott nemzetközi sztárokból álló, molyrágta faliszőnyeg.”

### Bevételi adatok
A Box Office Mojo szerint a film 280 ezer dolláros bevételt ért el, a költségvetésről nincs elérhető adat.